# Татарский район
Тата́рский райо́н — административный район в Новосибирской области России, в границах которого образован Татарский муниципальный округ.
Административный центр — город Татарск.

## География
Район расположен на западе Новосибирской области. Граничит с Усть-Таркским, Венгеровским, Чановским и Чистоозёрным районами Новосибирской области, а также Омской областью. Территория района по данным на 2008 год — 487 тыс. га, в том числе сельхозугодья — 347,9 тыс. га (71,4 % всей площади).

## История
Район образован в 1925 в составе Барабинского округа Сибирского края. В 1930 году Сибирский край был разделён на западную и восточную части, и Татарский район оказался в составе Западно-Сибирского края. В 1937 район был включен во вновь образованную Новосибирскую область. 29 марта 1944 года Татарск получил статус города областного подчинения и был выведен из состава района, оставаясь, при этом, его центром.

## Достопримечательности[5]
- Дом-музей имени историка и летописца Абрама Яковлевича Штеффена, с. Неудачино;
- Историко-краеведческий музей им. Н. Я. Савченко, г. Татарск;
- Городской вокзал, г. Татарск;
- Храм Покрова Пресвятой Богородицы
- Мемориал в память о погибших в Великой Отечественной войне и героях революции, г. Татарск;
- Памятник Геннадию Заволокину, г. Татарск;
- Сквер героев Татарского района, г. Татарск;;
- Башня с часами, г. Татарск;
- Экспозиция «Мать солдатская» в память Февронии Плотниковой, потерявшей на фронте Великой Отечественной войны восьмерых сыновей, г. Татарск;
- Парк военной техники, г. Татарск.

## Население
| 2002    | 2009    | 2010    | 2011    | 2012    | 2013    | 2014    |
| ------- | ------- | ------- | ------- | ------- | ------- | ------- |
| 19 297  | ↗43 791 | ↘43 750 | ↘39 992 | ↘39 578 | ↘39 238 | ↘39 168 |
| 2015    | 2016    | 2017    | 2018    | 2019    | 2020    | 2021    |
| ↘39 156 | ↘38 938 | ↘38 639 | ↘38 261 | ↘37 990 | ↘37 620 | ↘37 406 |

### Урбанизация
В городских условиях (город Татарск) проживают 63,39 % населения района.

## Муниципально-территориальное устройство
До упразднения в 2024 году в муниципальный район входило 22 муниципальных образования, в том числе 1 городское поселение и 21 сельское поселение.
| №        | Муниципальное образование  | Административный центр | Количество населённых пунктов | Население (чел.) | Площадь (км²) |
| -------- | -------------------------- | ---------------------- | ----------------------------- | ---------------- | ------------- |
| 1e-06    | Городское поселение:       |                        |                               |                  |               |
| 1        | Город Татарск              | город Татарск          | 1                             | ↗23 711          | 80,09         |
| 1.000002 | Сельские поселения:        |                        |                               |                  |               |
| 2        | Дмитриевский сельсовет     | село Дмитриевка        | 5                             | ↘1129            | 231,34        |
| 3        | Зубовский сельсовет        | деревня Зубовка        | 1                             | ↘396             | 136,04        |
| 4        | Казаткульский сельсовет    | село Казаткуль         | 4                             | ↘874             | 438,56        |
| 5        | Казачемысский сельсовет    | село Казачий Мыс       | 1                             | ↘610             | 148,47        |
| 6        | Киевский сельсовет         | село Киевка            | 3                             | ↗762             | 170,68        |
| 7        | Козловский сельсовет       | село Козловка          | 3                             | ↗610             | 246,63        |
| 8        | Константиновский сельсовет | село Константиновка    | 2                             | ↗612             | 199,51        |
| 9        | Кочневский сельсовет       | село Кочневка          | 2                             | ↘528             | 158,64        |
| 10       | Красноярский сельсовет     | деревня Красноярка     | 2                             | ↘354             | 151,50        |
| 11       | Лопатинский сельсовет      | деревня Лопатино       | 2                             | ↘607             | 247,30        |
| 12       | Неудачинский сельсовет     | деревня Неудачино      | 2                             | ↘442             | 75,75         |
| 13       | Николаевский сельсовет     | село Николаевка        | 2                             | ↘658             | 242,14        |
| 14       | Никулинский сельсовет      | село Никулино          | 4                             | ↘565             | 318,92        |
| 15       | Новомихайловский сельсовет | село Новомихайловка    | 2                             | ↘649             | 237,99        |
| 16       | Новопервомайский сельсовет | село Новопервомайское  | 5                             | ↘1214            | 247,06        |
| 17       | Новопокровский сельсовет   | село Новопокровка      | 5                             | ↘780             | 252,71        |
| 18       | Новотроицкий сельсовет     | село Новотроицк        | 3                             | ↘371             | 329,23        |
| 19       | Орловский сельсовет        | деревня Орловка        | 3                             | →336             | 185,91        |
| 20       | Северотатарский сельсовет  | село Северотатарское   | 5                             | ↘1467            | 361,22        |
| 21       | Увальский сельсовет        | село Увальское         | 4                             | ↘708             | 364,13        |
| 22       | Ускюльский сельсовет       | село Ускюль            | 2                             | ↘306             | 274,21        |

### Населённые пункты
В Татарском районе 63 населённых пункта.
| №  | Населённый пункт  | Тип                     | Население | Муниципальное образование  |
| -- | ----------------- | ----------------------- | --------- | -------------------------- |
| 1  | Безбожник         | деревня                 | ↘53       | Дмитриевский сельсовет     |
| 2  | Богдановка        | деревня                 | ↘112      | Киевский сельсовет         |
| 3  | Варваровка        | деревня                 | ↘75       | Никулинский сельсовет      |
| 4  | Ваховский         | посёлок                 | ↘69       | Северотатарский сельсовет  |
| 5  | Воздвиженка       | посёлок                 | ↘49       | Ускюльский сельсовет       |
| 6  | Волово            | деревня                 | ↗99       | Орловский сельсовет        |
| 7  | Городенка         | деревня                 | ↘228      | Константиновский сельсовет |
| 8  | Дмитриевка        | село                    | ↘893      | Дмитриевский сельсовет     |
| 9  | Дубровино         | деревня                 | ↘54       | Новомихайловский сельсовет |
| 10 | Евгеньевка        | деревня                 | ↘151      | Дмитриевский сельсовет     |
| 11 | Забулга           | населённый пункт        | →0        | Дмитриевский сельсовет     |
| 12 | Зелёная Грива     | посёлок                 | ↘35       | Увальский сельсовет        |
| 13 | Зубовка           | деревня                 | ↘396      | Зубовский сельсовет        |
| 14 | Ивановка          | деревня                 | ↘109      | Новопокровский сельсовет   |
| 15 | Кабаклы           | железнодорожная станция | ↗63       | Новопокровский сельсовет   |
| 16 | Кабанка           | деревня                 | ↘109      | Кочневский сельсовет       |
| 17 | Казаткуль         | село                    | ↘465      | Казаткульский сельсовет    |
| 18 | Казачий Мыс       | село                    | ↘610      | Казачемысский сельсовет    |
| 19 | Камышино          | деревня                 | ↗65       | Орловский сельсовет        |
| 20 | Киевка            | село                    | ↘685      | Киевский сельсовет         |
| 21 | Козловка          | село                    | ↘386      | Козловский сельсовет       |
| 22 | Комбар            | деревня                 | ↘131      | Красноярский сельсовет     |
| 23 | Константиновка    | село                    | ↘447      | Константиновский сельсовет |
| 24 | Кочневка          | село                    | ↘435      | Кочневский сельсовет       |
| 25 | Красноярка        | деревня                 | ↘285      | Красноярский сельсовет     |
| 26 | Кузнецово         | деревня                 | ↘166      | Новопервомайский сельсовет |
| 27 | Лагунака          | населённый пункт        | ↘56       | Новопервомайский сельсовет |
| 28 | Лебяжье           | деревня                 | ↘67       | Казаткульский сельсовет    |
| 29 | Лопатино          | деревня                 | ↗488      | Лопатинский сельсовет      |
| 30 | Малая Старинка    | посёлок                 | ↘172      | Николаевский сельсовет     |
| 31 | Малый Ермак       | деревня                 | ↘121      | Козловский сельсовет       |
| 32 | Минино            | деревня                 | ↘80       | Новопокровский сельсовет   |
| 33 | Моховая           | деревня                 | ↘82       | Никулинский сельсовет      |
| 34 | Неудачино         | деревня                 | ↘474      | Неудачинский сельсовет     |
| 35 | Николаевка        | село                    | ↘573      | Николаевский сельсовет     |
| 36 | Никулино          | село                    | ↘445      | Никулинский сельсовет      |
| 37 | Новоалександровка | деревня                 | ↘210      | Казаткульский сельсовет    |
| 38 | Нововознесенка    | деревня                 | ↘60       | Новотроицкий сельсовет     |
| 39 | Новомихайловка    | село                    | ↘681      | Новомихайловский сельсовет |
| 40 | Новопервомайское  | село                    | ↘946      | Новопервомайский сельсовет |
| 41 | Новопокровка      | село                    | ↘621      | Новопокровский сельсовет   |
| 42 | Новотроицк        | деревня                 | ↘128      | Никулинский сельсовет      |
| 43 | Новотроицк        | село                    | ↘286      | Новотроицкий сельсовет     |
| 44 | Орловка           | деревня                 | ↘249      | Орловский сельсовет        |
| 45 | Первомихайловка   | деревня                 | ↘263      | Северотатарский сельсовет  |
| 46 | Платоновка        | деревня                 | ↘201      | Новопервомайский сельсовет |
| 47 | Рождественка      | деревня                 | ↘315      | Северотатарский сельсовет  |
| 48 | Рождественка      | деревня                 | ↘69       | Увальский сельсовет        |
| 49 | Розенталь         | деревня                 | ↘137      | Козловский сельсовет       |
| 50 | Северотатарское   | село                    | ↘829      | Северотатарский сельсовет  |
| 51 | Сибиряк           | посёлок                 | ↗72       | Новопервомайский сельсовет |
| 52 | Степановка 2-я    | деревня                 | ↘178      | Дмитриевский сельсовет     |
| 53 | Тайлаково         | деревня                 | ↘179      | Лопатинский сельсовет      |
| 54 | Тарышта           | населённый пункт        | ↘5        | Киевский сельсовет         |
| 55 | Татарск           | город                   | ↗23 711   | город Татарск              |
| 56 | Трактовый         | посёлок                 | ↗14       | Новопокровский сельсовет   |
| 57 | Увальское         | село                    | ↘661      | Увальский сельсовет        |
| 58 | Ускюль            | село                    | ↘346      | Ускюльский сельсовет       |
| 59 | Успенка           | село                    | ↘290      | Казаткульский сельсовет    |
| 60 | Чаны-Сакан        | деревня                 | ↘102      | Новотроицкий сельсовет     |
| 61 | Чернышевский      | посёлок                 | ↘50       | Северотатарский сельсовет  |
| 62 | Чинявино          | деревня                 | ↘102      | Увальский сельсовет        |
| 63 | 2850 км           | населённый пункт        | ↘6        | Неудачинский сельсовет     |

### Упразднённые населённые пункты
Деревня Степановка 1-я.
2 марта 2011 года был упразднен железнодорожный разъезд Короткоозерный.

## Экономика

### Промышленность
Переработкой сельскохозяйственной продукции в Татарском районе занимаются ОАО «Татарский маслокомбинат», ОАО «Татарский мясокомбинат», ООО «Татарскзернопродукт», Татарский Хлебокомбинат, городское производственное потребительское общество. Новым направлением в развитии пищевой промышленности стала добыча и розлив минеральной воды на базе ЗАО «Пищекомбинат „Татарский“» и ООО «Минеральные воды Сибири». Новый толчок в своём развитии получила чёрная металлургия после реконструкции на ОАО «Сиберсталь» сталелитейного цеха. Продукция этого предприятия реализуется по всей России. ОАО «Татарское РТП» изготавливает и ведёт монтаж газовых котлов не только в Новосибирской, но и в Омской области. Полиграфическую отрасль представляет ГУП «Рассвет» — здесь проведена модернизация оборудования для офсетной печати.

### Сельское хозяйство
Сельскохозяйственным производством занимаются 8 акционерных обществ, 83 крестьянско-фермерских хозяйства и индивидуальных предпринимателя, сельскохозяйственный производственный кооператив и 10 колхозов. В сельском хозяйстве занято 45,5 % всех работающих. Основная специализация сельскохозяйственных предприятий — производство животноводческой продукции.

## Транспорт
Через район проходит автодорога федерального значения М51 «Байкал», участок Транссибирской железнодорожной магистрали «Новосибирск—Омск» и ж/д линия «Татарск—Карасук». Протяженность автомобильных дорог — 504,7 км, из них с твердым покрытием — 358,6 км.

## Люди, связанные с районом
Татарцы в годы Великой Отечественной войны
На фронт отправились 14200 человек. Не вернулись домой 5627. 12 воинов награждены высшей наградой — золотой звездой Героя Советского Союза.
Герои Советского Союза
- Байдуков Георгий Филиппович.
- Волков Андрей Алексеевич
- Волков Иван Архипович
- Горбатенко Николай Захарович
- Грязнов Александр Матвеевич
- Ерёмин Александр Семёнович
- Иванишко Фёдор Яковлевич
- Иванов Алексей Григорьевич
- Козин Нестор Дмитриевич
- Костенко Федор Дмитриевич
- Кучерявый Герасим Евсеевич
- Черемухин Александр Евгеньевич
- Юрченко Николай Иванович

Герой афганской войны
- Ляшенко Сергей Владимирович.

Герои чеченских войн
- Слобода Сергей Васильевич;
- Сумин Иван Александрович;
- Шестаков Максим Григорьевич;
- Щеглов Геннадий Иванович.

Почётные граждане района
- Добровольская Татьяна Васильевна (1921—2008) — учитель[26]